# Pierre Favre (missionnaire)
Pour les articles homonymes, voir Pierre Favre et Favre.
Pierre Étienne Lazare Favre, né le 12 février 1812 à Janville (Eure-et-Loir), mort le 17 mars 1887 à Paris (17e), est un ecclésiastique et linguiste français, pionnier des études malaises en France.

## Biographie
Il fut ordonné prêtre à Orléans le 22 décembre 1838 et exerça dans le diocèse, comme vicaire à Montargis, puis comme curé à Noyers et à Thimory, pendant trois ans.
En 1842, il entra au séminaire des Missions étrangères de Paris, puis embarqua pour la Malaisie le 21 décembre de cette année. Il enseigna d'abord au Collège général de Penang, et en 1845 fut envoyé à Malacca.
En 1846, il fit une expédition dans l'intérieur du pays auprès des tribus aborigènes (les Mantras).
En 1849, il fut chargé de la construction d'une église Saint-François-Xavier sur la rive sud de la rivière de Malacca, et partit en 1850 pour l'Amérique du sud afin de collecter des fonds. Il passa alors quatre ans au Pérou et au Brésil, mais en 1854 tomba malade et rentra directement en France.
En 1855 il repartit pour Penang, où avec Paul Bigandet, évêque catholique de Ramatha et coadjuteur du vicaire apostolique dans la presqu'île de Malacca, il entreprit de nouvelles constructions (un couvent, une église). Retombé malade, il dut se résoudre à quitter définitivement la Malaisie et rembarqua pour la France en décembre 1857.
Il abandonna alors la Société des Missions étrangères et reprit un poste de curé dans le diocèse d'Orléans (à Aulnay-la-Rivière). Par un arrêté ministériel du 27 novembre 1860, il fut autorisé à donner un cours de malais à l'École des langues orientales de Paris. Le titulaire de la chaire de malais et javanais, Édouard Dulaurier, qui s'intéressait en fait plutôt à l'arménien, obtint la chaire de cette dernière langue quand elle devint vacante en 1862 et recommanda l'abbé Favre pour lui succéder. Celui-ci fut nommé professeur titulaire le 5 avril 1864.
Il réalisa une grammaire du javanais (1866), adaptation française d'un ouvrage néerlandais de Johann Friedrich Carl Gericke et Taco Roorda, et une grammaire du malais (1876), un dictionnaire javanais-français (1870), un dictionnaire malais-français (1875) et un dictionnaire français-malais (1880). Ces ouvrages, parmi les premiers en leur genre, sont restés longtemps les usuels des études malaises en France.
Il fut vice-président de la Société académique indo-chinoise de France, fondée en 1877, et participa à la rédaction des Annales de l'Extrême-Orient, périodique lancé en 1879 par le comte Meyners d'Estrey.
Dans le domaine ecclésiastique, il fut nommé à la fin de sa vie chanoine d'Avignon et rédigea un catéchisme en malais.
Il meurt à Paris et est enterré au cimetière de Pithiviers. Il est alors remplacé sur la chaire de malais et javanais de l'École des langues orientales par Aristide Marre.
Il avait constitué une remarquable bibliothèque consacrée aux langues et dialectes du groupe malayo-polynésien qui fut acquise après sa mort par les libraires Maisonneuve et Ch. Leclerc. Le catalogue en fut publié en 1888 : Bibliothèque de M. l'abbé Favre, professeur de malais et de javanais à l'École des langues orientales. Linguistique et histoire de l'Océanie (Malaisie, Philippines).

## Publications
- An Account of the Wild Tribes Inhabiting the Malayan Peninsula, Sumatra and a few Neighbouring Islands, with a Journey in Johore and a Journey in Menangkabaw States of the Malayan Peninsula, Paris, Imprimerie impériale, 1865.
- Grammaire javanaise accompagnée de fac-simile et d'exercices de lecture, Paris, Imprimerie impériale, 1866.
- Dictionnaire javanais-français, Vienne, Imprimerie impériale et royale, 1870.
- Dictionnaire malais-français, Vienne, Imprimerie impériale et royale, 1875.
- Grammaire de la langue malaise, Vienne, Imprimerie impériale et royale, 1876.
- Dictionnaire français-malais, Vienne, Imprimerie impériale et royale, 1880.
- Pengajaran mesehi (catéchisme), 1884.